# Selenops buscki
Selenops buscki là một loài nhện trong họ Selenopidae.
Loài này phân bố ở Panama.
Loài này thuộc chi Selenops. Selenops buscki được Martin Hammond Muma miêu tả năm 1953.